# 炮台山循道衛理中學
炮台山循道衛理中學（英語：Fortress Hill Methodist Secondary School）為香港基督教循道衞理聯合教會下的一所學校，位於香港北角炮台山道19號，該校主要取錄有不同學習需要的學生。

## 校政管理
歷任校監
- 周馮丹媚女士（2024年～現今）
- 簡祺標牧師 （2019年～2024年）
- 盧龍光先生（1995年～2019年）

### 歷任校長
- 沈立平先生（2017年～現今）
- 黃定康 先生（2014年～2017年）
- 姚穗珍 女士（1995年～2014年）

### 歷任副校長
- 馮偉健先生（2022年～現今）

## 收生對象
- 具不同學習需要的中一至中六學生。

## 學科
- 中國語文、英國語文、英語會話、數學、公民與社會發展科（中四、五）、通識教育科（中六）、普通話、音樂、體育、視覺藝術、宗教及生命教育、中國歷史、生涯規劃；另提供綜合科學、科技與生活、資訊及通訊科技（中學文憑／軟件認證）、視覺藝術（中學文憑）及職業技能科供高中同學選修。

## 資歷架構課程
- 學校提供9個一級及二級資歷架構課程，供高中選修相關學科的學生修讀。課程名單如下：
- 烘焙（曲奇）證書（資歷架構第1級）
- 廚務助理（烘焙）證書（資歷架構第1級）
- 西式糕點製作證書　（資歷架構第2級）
- 康體服務助理證書（資歷架構第2級）
- 資訊科技支援助理證書　（操作與支援核心能力）（資歷架構第1級）
- 資訊科技支援助理證書（操作支援及網絡支援）（資歷架構第2級）
- 數碼影片拍攝及後期製作證書（資歷架構第2級）
- 攝影藝術證書（資歷架構第2級）

## 職場實習計劃
- 除生涯規劃課程外，學校提供模擬工作場景訓練、安排外界支援服務及職場參觀；並與外間機構合作提供職場實習及輔導，以及為離校生提供支援。

## 學生支援
- 學校設1位特殊教育需要統籌主任、3位特殊教育需要支援老師、2位校本言語治療師、1位學生輔導員及3位特殊教育支援教學助理，支援學生的學習、社交及情緒方面的發展。該校亦與其他專業人士合作，提供多樣化支援服務。

## 外部連結
- 炮台山循道衛理中學官方網站 （页面存档备份，存于）